# Harry Watling
Harry Watling (* 28. November 1989 in London) ist ein englischer Fußballtrainer. Nachdem er davor als Trainer an den Akademien des FC Chelsea, des FC Millwall und von West Ham United aktiv gewesen war, wurde Watling am 13. Januar 2021 als neuer Trainer des USL-Championship-Franchises Hartford Athletic vorgestellt.

## Karriere
Harry Watling wurde am 28. November 1989 in London geboren, wuchs in South East London als Millwall-Fan auf, spielte in seiner Kindheit und Jugend Fußball und begann bereits in jungen Jahren mit 16 oder 17 Jahren seine Ausbildung als Fußballtrainer, nachdem er erkannt hatte, dass seine Stärke in der Kommunikation und dem Vermitteln von Informationen lag. Als er 13 Jahre alt war, begann seine rund 18-monatige Zeit im Nachwuchs des FC Millwall, den er vor seinem 15. Geburtstag wieder verließ. Mit 18 Jahren war er bereits im Besitz der UEFA-B-Lizenz; als er 26 Jahre alt war, folgte die UEFA-A-Lizenz, wobei er damals einer der jüngsten Trainer in England war, die diese Lizenzen erhielten. Von 2009 bis 2014 arbeitete Watling in der Akademie des FC Chelsea, bei der er als Trainer der U-9-Mannschaft begann. Danach wurde er als Akademietrainer vom FC Millwall engagiert und arbeitete parallel dazu als Scout der Akademie. Als Trainer war er vor allem für die U-15-/U-16-Mannschaft des Klubs zuständig, die er vor allem von 2016 bis 2018 als Cheftrainer betreute. In diesem Zeitraum hatte er auch die Leitung der Nachwuchsabteilung des Klubs übernommen. In den Saisonvorbereitungen hospitierte er als Trainer auch bei der Profimannschaft des Klubs. Sein weiterer Karriereweg führte ihn im Sommer 2018 zu West Ham United, wo er ebenfalls die Nachwuchsabteilung leitete und nebenbei als Trainer (dabei vor allem in den U-15- und U-23-Teams) in Erscheinung trat. Während seiner bisherigen Laufbahn im Jugendfußball gehörten Spieler wie Declan Rice, Jack Wilshere oder Callum Hudson-Odoi zu seinen Schützlingen.
Parallel zu seiner Tätigkeit an den verschiedenen Akademien gründete Watling im Jahr 2007 die Organisation HW School Skills, bei der verschiedenen Schulen der Zugang zu Fußballtraining geboten wird. Weiters gründete er im Jahr 2013 das Trainingsprogramm Advance Player Development (A.D.P.), das ebenfalls zahlreiche Schulen, Akademien und Colleges in und um London mit professionellem Fußballtraining betreute. Mit diesen beiden Unternehmungen trainierte Watling, der unter anderem auch über ein NVQ Level 3 Diploma in Physical Education verfügt, sowie mit einem FA Advanced Youth Award Level 4 in delivery of football ausgezeichnet worden war, unzählige weitere Kinder und Jugendliche.
Nach der Rückkehr von Radhi Jaïdi zum FC Southampton und dessen baldigen Wechsel als Assistenztrainer zu Cercle Brügge wurde Harry Watling am 13. Januar 2021 als neuer Trainer des Franchises Hartford Athletic mit Spielbetrieb in der zweitklassigen nordamerikanischen USL Championship vorgestellt. Damit war er nach Jimmy Nielsen und Radhi Jaïdi der erst dritte Trainer des noch jungen USL-Championship-Franchises. Mit dem Franchise, das das einzige Fußballprofiteam im Bundesstaat Connecticut ist, startet er im April oder Mai 2021 (der offizielle Starttermin wurde bis dato (Stand: 7. März 2021) noch nicht bekanntgegeben) ins Spieljahr 2021.

## Privates
Watling ist mit der nordirischen Fußballnationalspielerin Ciara Watling (geborene Sherwood; * 1992) verheiratet.